# Los Orientales (métro de Santiago)
Los Orientales est une station de la Ligne 4 du métro de Santiago, dans les communes de Peñalolén et Ñuñoa.

## La station
La station est ouverte depuis 2005.

## Origine étymologique
Son nom dérive de l'avenue Oriental, où se trouve la station, ce qui de l'ancienne villa oriental situé à Los Guindos actuelle Peñalolén. Dans une tentative d'élargir le nom à une plus générale, Oriental pluralisé Orientaux.